# N31 (Luxemburg)
De N31 (Luxemburgs: Nationalstrooss 31) is een nationale weg in het zuiden van het land Luxemburg tussen Bettembourg via Esch-sur-Alzette en de Belgische grens bij Rodange, waar de weg overgaat in de Belgische N830. De route heeft een lengte van ongeveer 33,5 kilometer. Het laatste gedeelte tussen Pétange en de grens maakt de E44 ook gebruik van de route. Zowel in Bettembourg als in Dudelange is de route voor een kort stukje ingericht als eenrichtingsverkeersweg.

## Plaatsen langs de N31
- Livange
- Bettembourg
- Dudelange
- Kayl
- Esch-sur-Alzette
- Belvaux
- Oberkorn
- Differdange
- Niederkorn
- Pétange
- Lamadeleine
- Rodange

## N31a
De N31a is een verbindingsweg in Esch-sur-Alzette. De route verbindt de N4 met de N31 en heeft een lengte van ongeveer 160 meter.

## N31b
De N31b is een toerit vanaf de N31 naar de A31 ten oosten van Pétange. De route heeft een lengte van ongeveer 650 meter.
N1 ·
N2 ·
N3 ·
N4 ·
N5 ·
N6 ·
N7 ·
N8 ·
N10 ·
N11 ·
N12 ·
N13 ·
N14 ·
N15 ·
N16 ·
N17 ·
N18 ·
N19 ·
N20 ·
N21 ·
N22 ·
N23 ·
N24 ·
N25 ·
N26 ·
N27 ·
N28 ·
N31 ·
N32 ·
N33 ·
N34 ·
N35 ·
N37 ·
N38
N50 ·
N51 ·
N52 ·
N53 ·
N55 ·
N56 ·
N57